# Ian Stannard
Ian Dexter Stannard (Milton Keynes, 25 mei 1987) is een voormalig Engels wielrenner. In het begin van zijn carrière viel Stannard nog niet op, maar in 2009 wist hij veel indruk te maken met zijn aanvalslust, zoals in de Ronde van Italië. Hierdoor versierde hij een contract bij de nieuwe wielerformatie Team Sky. In 2010 werd hij na een ontsnapping derde in Kuurne-Brussel-Kuurne achter de twee Nederlanders Bobbie Traksel en Rick Flens. Stannard won de Omloop het Nieuwsblad tweemaal na elkaar, in 2014 en 2015. In de editie van 2015 klopt hij na een vlucht van 40 kilometer de drie Etixx-Quick Steprenners Terpstra, Boonen en Vandenbergh.
In 2016 nam Stannard deel aan de wegwedstrijd op de Olympische Spelen in Rio de Janeiro, maar reed deze niet uit.
Op 5 november 2020 heeft Ian Stannard besloten om te stoppen als professionele wielrenner. Deze beslissing zou genomen zijn doordat Stannard lijdt aan reumatoïde artritis.

## Baanwielrennen

### Palmares
| Jaar     | BK                            | EK                   | WK                   | Overig            |
| Junioren | Junioren                      | Junioren             | Junioren             | Junioren          |
| -------- | ----------------------------- | -------------------- | -------------------- | ----------------- |
| 2004     | Achtervolging, Scratch        |                      |                      |                   |
| 2005     |                               | Ploegenachtervolging | Ploegenachtervolging |                   |
| Beloften |                               |                      |                      |                   |
| 2006     |                               | Ploegenachtervolging |                      | UCI Cup Stuttgart |
| Elite    |                               |                      |                      |                   |
| 2006     | ploegenachtervolging, Scratch |                      |                      |                   |

## Wegwielrennen

### Overwinningen
2009
1e etappe deel B Internationale Wielerweek (ploegentijdrit)
2011
5e etappe Ronde van Oostenrijk
2012
 Brits kampioen op de weg, Elite
2014
Omloop Het Nieuwsblad
2015
Omloop Het Nieuwsblad
2016
3e etappe Ronde van Groot-Brittannië
2017
4e etappe Herald Sun Tour
2018
7e etappe Ronde van Groot-Brittannië

### Resultaten in voornaamste wedstrijden
| Jaar | Ronde van Italië | Ronde van Frankrijk | Ronde van Spanje |
| ---- | ---------------- | ------------------- | ---------------- |
| 2008 |                  |                     |                  |
| 2009 | 160e             |                     |                  |
| 2010 |                  |                     | opgave           |
| 2011 |                  |                     | 128e             |
| 2012 | 132e             |                     | 111e             |
| 2013 |                  | 135e                |                  |
| 2014 |                  |                     |                  |
| 2015 |                  | 128e                |                  |
| 2016 |                  | 161e                |                  |
| 2017 |                  |                     | 148e             |
| 2018 |                  |                     |                  |
| 2019 |                  |                     | 106e             |
| 2020 |                  |                     |                  |

| Jaar | Milaan-San Remo | Gent-Wevelgem | Ronde van Vlaanderen | Parijs-Roubaix | Parijs-Tours | Omloop Het Nieuwsblad |  | WK op de weg |  | Wereldranglijsten |
| ---- | --------------- | ------------- | -------------------- | -------------- | ------------ | --------------------- |  | ------------ |  | ----------------- |
| 2008 |                 | 161e          | 73e                  | 88e            |              |                       |  | opgave       |  |                   |
| 2009 | opgave          |               |                      |                |              | 142e                  |  | opgave       |  |                   |
| 2010 | opgave          |               | 84e                  | buit.tijd      |              | 103e                  |  |              |  |                   |
| 2011 | 102e            | 35e           | 50e                  | 36e            | 4e           | 27e                   |  | 99e          |  |                   |
| 2012 | opgave          | 70e           | 57e                  | 51e            |              | 26e                   |  | 36e          |  |                   |
| 2013 | 6e              | 43e           | 103e                 | 51e            |              | 34e                   |  | opgave       |  | 90e (UWT)         |
| 2014 |                 |               |                      |                |              | ↑                     |  |              |  |                   |
| 2015 | opgave          |               | 57e                  | 47e            |              | ↑                     |  | 51e          |  |                   |
| 2016 | 57e             |               | 32e                  | ↑              | 140e         |                       |  | opgave       |  | 38e (UWT)         |
| 2017 | 92e             | 21e           | 64e                  | 72e            |              | 78e                   |  | opgave       |  | 323e (UWT)        |
| 2018 | 127e            | 90e           | opgave               | opgave         |              |                       |  | opgave       |  |                   |
| 2019 |                 | 74e           | 76e                  | 82e            |              | 26e                   |  | opgave       |  |                   |
| 2020 |                 |               |                      |                |              | 49e                   |  |              |  |                   |

## Ploegen
- 2006 –  Van Vliet-EBH Advocaten (tot 19-10)
- 2007 –  T-Mobile Team (stagiair vanaf 1-8)
- 2008 –  Landbouwkrediet-Tönissteiner
- 2009 –  ISD-Neri
- 2010 –  Sky Professional Cycling Team
- 2011 –  Sky ProCycling
- 2012 –  Sky ProCycling
- 2013 –  Sky ProCycling
- 2014 –  Team Sky
- 2015 –  Team Sky
- 2016 –  Team Sky
- 2017 –  Team Sky
- 2018 –  Team Sky
- 2019 –  Team INEOS [a]
- 2020 –  Team INEOS

Barry ·
Baumann ·
Bernucci ·
Burghardt ·
Cavendish ·
Ciolek ·
Davis ·
Eisel ·
Gerdemann ·
Grabsch ·
Greipel ·
Guerini (tot 31/08) ·
Hammond ·
Hansen ·
Henderson ·
Hontsjar (tot 15/06) ·
Kirchen ·
Klier ·
Knaven ·
Korff ·
Merckx (tot 31/07) ·
Olsen ·
Piil ·
Pinotti ·
Raboň ·
Rogers ·
Schreck ·
Sinkewitz (tot 31/07) ·
Ziegler ·
Beima (stagiair) ·
Kljoejev (stagiair) ·
Stannard (stagiair) 
Amorison · Bellemakers · Boucher · A. Capelle · Clancy · De Waele · Delfosse · Gourgue · Kleynen · Kuyckx · Manning · Meirhaeghe · Neirynck · Nys · Peeters · Scheirlinckx · Sijmens · Stannard · Steels · Van Mechelen · Cappelle (stagiair) · Coomans (stagiair) · Hanseeuw (stagiair)
Arvesen ·
Augustyn ·
Barry ·
Boasson Hagen ·
Calzati ·
Carlström ·
Cioni ·
Cummings · 
Downing ·
Flecha ·
Froome ·
Gerrans ·
Hayman ·
Henderson ·
Kennaugh ·
Löfkvist ·
Nordhaug ·
Pauwels ·
Portal ·
Possoni ·
Stannard ·
Sutton ·
Swift ·
Thomas ·
Viganò ·
Wiggins
Appollonio ·
Arvesen ·
Augustyn ·
Barry ·
Boasson Hagen ·
Carlström ·
Cioni ·
Cummings · 
Downing ·
Dowsett ·
Flecha ·
Froome ·
Gerrans ·
Hayman ·
Henderson ·
Hunt ·
Kennaugh ·
Knees ·
Löfkvist ·
Nordhaug ·
Pauwels ·
Possoni ·
Rogers ·
Stannard ·
Sutton ·
Swift ·
Thomas ·
Urán ·
Wiggins ·
Zandio ·
Puccio (stagiair)
Appollonio ·
Barry ·
Boasson Hagen ·
Cavendish  ·
Eisel ·
Dowsett ·
Flecha ·
Froome ·
Henao ·
Hayman ·
Hunt ·
Kennaugh ·
Knees ·
Löfkvist ·
Nordhaug ·
Pate ·
Porte ·
Puccio ·
Rogers ·
Rowe ·
Siwtsow ·
Stannard ·
Sutton ·
Swift ·
Thomas ·
Urán ·
Wiggins ·
Zandio ·
Martinelli (stagiair) 
Boasson Hagen ·
Boswell ·
Cataldo ·
Dombrowski ·
Eisel ·
Edmondson ·
Froome ·
Henao ·
Hayman ·
Kennaugh ·
Kiryjenka ·
Knees ·
López ·
Pate ·
Porte ·
Puccio ·
Rasch ·
Rowe ·
Siwtsow ·
Stannard ·
Sutton ·
Swift ·
Thomas ·
Tiernan-Locke ·
Urán ·
Wiggins ·
Zandio
Boasson Hagen · Boswell · Cataldo · Deignan · Dombrowski · Earle · Edmondson · Eisel · Froome · Seb. Henao · Ser. Henao · Kennaugh · Kiryjenka · Knees · López · Nieve · Pate · Porte · Puccio · Rasch · Rowe · Siwtsow · Stannard · Sutton · Swift · Thomas · Tiernan-Locke · Wiggins   · Zandio
Boswell · Deignan · Earle · Eisel · Fenn · Froome · Seb.Henao · Ser.Henao · Kennaugh · Kiryjenka   · Knees · König · López · Nieve · Nordhaug · Pate · Poels · Porte · Puccio · Roche · Rowe · Siwtsow · Stannard · Sutton · Swift · Thomas · Viviani · Wiggins   (tot 12/04) · Zandio · Geoghegan Hart (stagiair) · Peters (stagiair)
Boswell · Deignan · Fenn · Froome · Gołaś · Seb.Henao · Ser.Henao · Intxausti · Kennaugh · Kiryjenka   · Knees · König · Kwiatkowski · Landa · López · Moscon · Nieve · Nordhaug · Peters · Poels · van Poppel · Puccio · Roche · Rowe · Stannard · Swift · Thomas · Viviani · Zandio · Doull (stagiair)
Boswell · Deignan · Dibben · Doull · Elissonde · Froome · Geoghegan Hart · Gołaś · Seb. Henao · Ser. Henao · Intxausti · Kennaugh · Kiryjenka · Knees · Kwiatkowski · Landa · López · Moscon · Nieve · Poels · van Poppel · Puccio · Rosa · Rowe · Stannard · Thomas · Viviani · Wiśniowski
van Baarle · Basso · Bernal · Castroviejo · de la Cruz · Deignan · Dibben · Doull · Elissonde · Froome · Geoghegan Hart · Gołaś · Halvorsen · Seb. Henao · Ser. Henao · Intxausti · Kiryjenka · Knees · Kwiatkowski · Lawless · López · Moscon · Poels · Puccio · Rosa · Rowe · Sivakov · Stannard · Thomas · Wiśniowski
van Baarle · Basso · Bernal · Castroviejo · de la Cruz · Doull · Dunbar · Elissonde · Froome · Ganna · Geoghegan Hart · Gołaś · Halvorsen · Seb. Henao · Kiryjenka · Knees · Kwiatkowski · Lawless · Moscon · Narváez · Poels · Puccio · Rosa · Rowe · Sivakov · Sosa · Stannard · Swift · Thomas
Amador · Basso · Bernal · Carapaz  · Castroviejo · Dennis   · Doull · Dunbar · Froome · Ganna   · Geoghegan Hart · Gołaś · Hayter · Henao · Kiryjenka (t/m 31 januari) · Knees · Kwiatkowski · Lawless · Moscon · Narváez · Puccio · Rivera · Rodriguez · Rowe · Sivakov · Sosa · Stannard · Swift · Thomas · Van Baarle · Wurf (vanaf 1 februari)